# Templo de Adelaida
El Templo de Adelaida es uno de los templos construidos y operados por la Iglesia de Jesucristo de los Santos de los Últimos Días, el número 88 construido por la iglesia y el segundo de Ausrtalia. Situado no lejos del centro de la ciudad, los materiales empleados fueron de buena calidad, incluyendo granito italiano. 

## Anuncio
La construcción del templo de Adelaida fue anunciada en una carta a líderes de la región en marzo de 1999. Es uno de los templos de menores proporciones que la iglesia promovió desde abril de 1998 con el fin de tener un total de 100 templos alrededor del mundo antes de que finalizara el año 2000. El templo de Adelaida fue el número 33 construido del mismo diseño de menores proporciones a nivel mundial.
La iglesia restauracionista había visto crecer el número de fieles en el país hasta más de 100.000 a fines del siglo pasado. Se empezó a erigir el 29 de mayo de 1999. Fue abierto a la visita pública entre el 3 y el 10 de junio de 2000, y fue dedicado para sus operaciones el día 15 por el entonces presidente de la iglesia, Gordon B. Hinckley. El templo ocupa casi 1000 metros cuadrados.
Ese mismo día se realizaron las ceremonias de la primera palada del templo de Louisville y del Templo de Veracruz (México), la segunda vez que tres templos recibieron la primera palada en el mismo día. Previo a ello, la iglesia realizó la primera palada de tres templos por primera vez a favor del templo de Oaxaca, el templo de Nashville y el templo de Kona el 13 de marzo de 1999.